# Jushin Liger
Keiichi Yamada (jap. 山田 恵一, Yamada Keiichi; * 10. November 1964 in Hiroshima), bekannt unter dem Ringnamen Jushin „Thunder“ Liger (獣神サンダー・ライガー, Jūshin Sandā Raigā), ist ein japanischer Profi-Wrestler. Er trat in Nordamerika in den Ligen WCW und TNA an, in Japan unter anderem bei AJPW und NJPW, sowie in Mexiko bei der AAA. Yamada ist 1,68 m (nach anderen Angaben 1,70 m) groß und wiegt 94 kg. Er ist auf einem Ohr taub.

## Biographie und Karriere
Yamada begann Mitte der 80er Jahre mit dem Pro-Wrestling. Wie in Japan üblich, verbrachte er seine ersten Jahre als Jobber, d. h. als geplanter Verlierer, der gegen bekanntere Wrestler unterlag. Auch in England trat er an, dort als Flying Fuji Yamada. 1989 bekam er dann bei Japans größtem jährlichen Wrestling-Event im Tokyo Dome endgültig das Gimmick des Jushin „Thunder“ Liger. Liger ist eine Verschmelzung der Worte Lion und Tiger. Liger tritt fast immer maskiert an, sein Gimmick war anfangs als Comedy-Gimmick ausgelegt, aber Liger konnte sich bald als ernsthafter Wrestler etablieren. Liger gewann am 25. Mai 1989 erstmals den IWGP Jr. Heavyweight Title, welchen er insgesamt elfmal erringen sollte. Einmal durfte er sogar, allerdings unmaskiert, einen Sieg gegen Antonio Inoki erringen, der in Japan einen ähnlichen Unbesiegbarkeits-Status besitzt wie Hulk Hogan in den USA.
1991 unterschrieb er einen Vertrag mit der WCW, wo er gegen Brian Pillman fehdete. Die beiden eröffneten auch die allererste Sendung von WCW Monday Nitro. Zwischendurch trat er zudem in Mexiko bei der AAA an, welche in dieser Zeit mit der WCW zusammenarbeitete. Dort und in der WCW fehdete er nach Pillman gegen Rey Mysterio, welchen er dann bei der Veranstaltung World War III besiegen konnte. In dieser Zeit gewann er auch den J-CROWN Octuple Unified Title, eine Kombination aus 8 Titeln der Leichtgewichtsdivisionen verschiedener Ligen, unter anderem der damaligen WWF und der NWA. Er verteidigte diesen Titel 7 Monate, bevor er ihn wieder verlor.
1999 trat er wieder in der WCW an, wo er gegen Juventud Guerrera fehdete. Nach dieser Fehde ging er wieder zurück nach Japan, wo er sein Gimmick in Black Liger umänderte und erstmals in der Heavyweight Division antrat.
Nachdem er in Japan 2 Jahre lang eine Fehde gegen eine Gruppe junger Wrestler hatte, debütierte er bei der Promotion Total Nonstop Action Wrestling im Jahr 2005 bei TNA Bound for Glory gegen Samoa Joe. Seitdem tritt er sporadisch in den USA und Japan bei verschiedenen kleinen Ligen an. Im August 2015 trat er in der WWE im Rahmen der NXT-Takeover-Storyline an.
Im März 2020 wurde bekannt gegeben, dass Yamada in die WWE Hall of Fame aufgenommen wird. Am 6. April 2021 wurde er in die Hall of Fame eingeführt.

## Übersicht über die Titel

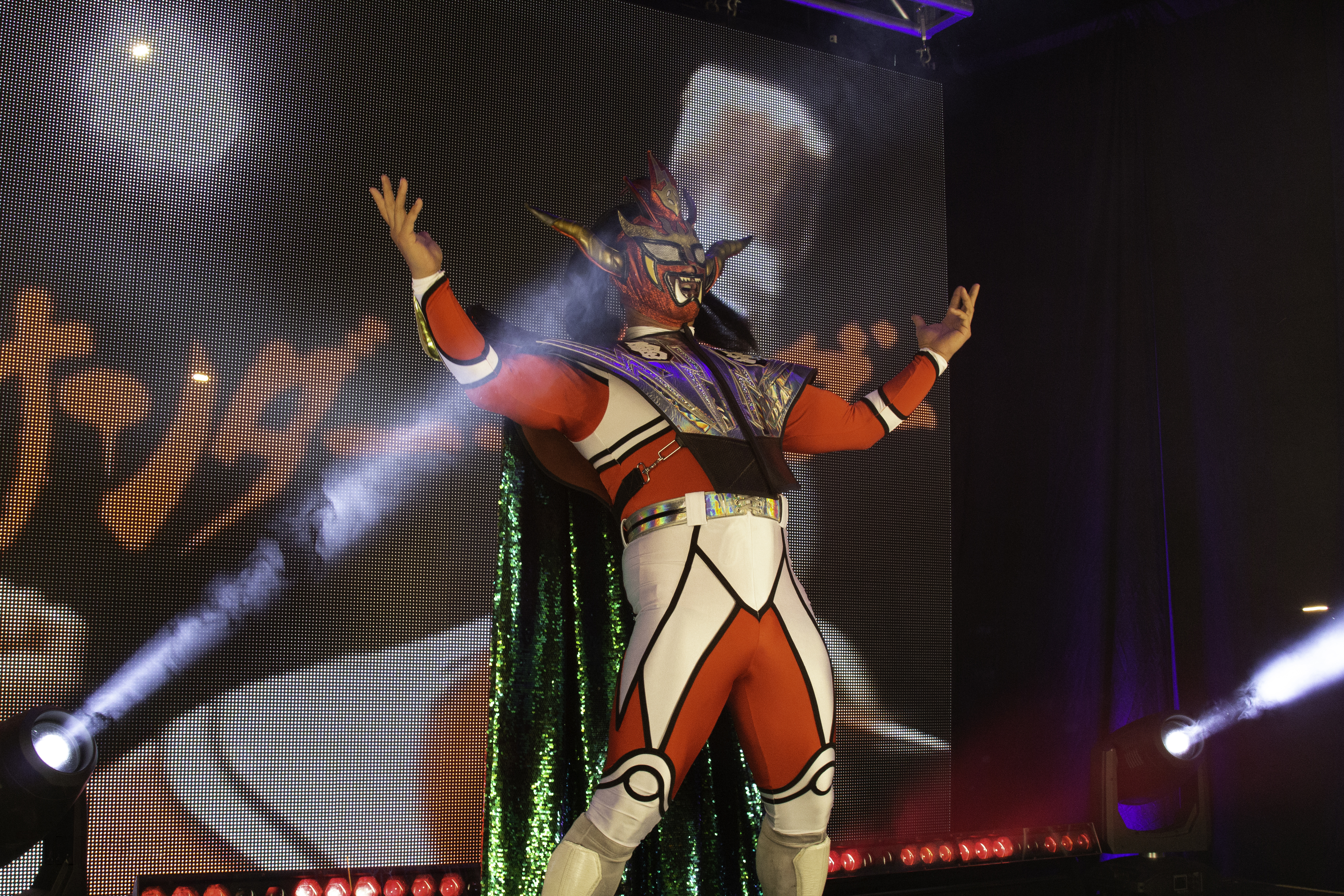
Jushin Liger, 2018

- 4× IWGP Jr. Heavyweight Tag Team Title
- 11× IWGP Junior Heavyweight Championship
- 1× J-CROWN Octuple Unified Title
- 1× NOAH Global Honored Crown Junior Heavyweight Title
- 1× NWA World Jr. Heavyweight Title
- 1× NWA World Welterweight Title
- 1× Open the Dream Gate Title
- 1× Osaka Pro Tag Team Title
- 1× UWA World Jr. Light Heavyweight Title
- 1× WAR International Junior Heavyweight Tag Team Titles
- 1× WAR International Junior Heavyweight Title
- 1× WCW World Light Heavyweight Title
- 1× WWA World Jr. Light Heavyweight Title
- Hall of Fame (Class of 2020)